# 스포츠 게임
스포츠 비디오 게임(Sports video game)은 스포츠를 시뮬레이션하는 비디오 게임이다. 단체 스포츠, 트랙 앤드 필드, 극한 스포츠, 격투 스포츠 등 대부분의 스포츠가 비디오 게임으로 재현되었다. 일부 게임은 스포츠 자체의 플레이를 강조하는 반면(EA 스포츠 FC, 이풋볼, NBA 2K 등), 다른 게임은 전략과 스포츠 경영을 강조한다(풋볼 매니저, 아웃 오브 더 파크 베이스볼 등). 니드 포 스피드, 아치 라이벌스, 펀치 아웃!!과 같은 일부 게임은 코믹한 효과를 위해 스포츠를 풍자한다. 이 장르는 비디오 게임 역사 전반에 걸쳐 인기를 끌었으며, 실제 스포츠와 마찬가지로 경쟁적이다. 많은 게임 시리즈는 실제 팀과 선수의 이름 및 특성을 특징으로 하며, 실제 세계의 변화를 반영하기 위해 매년 업데이트된다. 스포츠 장르는 게임 역사상 가장 오래된 장르 중 하나이다.

## 게임 디자인
스포츠 게임은 신체적, 전술적 도전을 포함하며, 플레이어의 정밀성과 정확성을 시험한다. 대부분의 스포츠 게임은 속도, 힘, 가속도, 정확성 등 해당 스포츠에 필요한 운동 특성을 모델링하려고 시도한다. 각 스포츠와 마찬가지로 이 게임들은 명확한 경계가 있는 경기장이나 아레나에서 진행된다. 스포츠 게임은 종종 녹음된 오디오를 통해 실황 중계와 해설을 제공한다.
스포츠 게임은 때때로 게임의 다른 부분에 대해 다른 모드를 사용한다. 이는 매든 NFL 시리즈와 같은 미식축구 게임에서 특히 그러하며, 패스 플레이를 실행하는 데 약 45초 동안 6가지의 다른 게임 플레이 모드가 필요하다. 때로는 다른 스포츠 게임에서 플레이어가 일시적으로 경기를 중단하고 전략을 선택할 수 있는 메뉴를 제공하기도 한다. 축구 비디오 게임은 플레이어가 페널티 지점에서 한 명의 선수가 시도하는 프리킥인 페널티킥을 시도할 때 게임 플레이 모드가 전환되기도 한다. 일부 스포츠 게임은 플레이어가 선수와 코치 또는 감독 사이에서 역할을 전환해야 한다. 이러한 모드 전환은 실제 스포츠를 반영하기 때문에 다른 게임 장르보다 더 직관적이다.
초기의 2D 스포츠 게임은 플레이어가 볼 수 있도록 선수들이 상당히 크게 보이는 비현실적인 그래픽 스케일을 사용하기도 했다. 스포츠 게임이 발전함에 따라, 플레이어들은 높은 수준의 사실성을 가진 현실적인 그래픽 스케일을 기대하게 되었다. 스포츠 게임은 플레이의 용이성을 위해 종종 게임 물리학을 단순화하고, 선수의 관성과 같은 요소를 무시한다. 게임은 일반적으로 매우 정확한 시간 스케일로 진행되지만, 일반적으로 플레이어들이 더 짧은 경기 쿼터나 기간으로 빠른 세션을 플레이할 수 있도록 허용한다.
스포츠 게임은 때때로 버튼 누름을 불연속적인 동작이 아닌 연속적인 신호로 처리하여 연속적인 동작을 시작하고 끝내기도 한다. 예를 들어, 축구 게임은 플레이어가 버튼을 누르는 시간에 따라 짧은 패스와 긴 패스를 구분할 수 있다. 골프 게임은 종종 한 번의 버튼 누름으로 백스윙을 시작하고, 그 후의 누름으로 스윙 자체를 시작한다.

## 유형

### 아케이드
아케이드 게임은 전통적으로 매우 인기가 많았다. 스포츠의 경쟁적인 특성은 주로 최고 점수를 얻는 것이 주 목표인 전자오락실에 잘 어울린다. 아케이드 스타일의 플레이는 일반적으로 더 비현실적이고 더 빠른 게임 플레이 경험에 중점을 둔다. 그러나 스포츠의 경쟁적인 특성과 친구들과의 무료 온라인 경쟁에서 높은 점수를 얻을 수 있다는 점은 온라인 스포츠 게임을 매우 인기 있게 만들었다. NFL 블리츠 및 NBA 잼 시리즈가 그 예이다.

### 시뮬레이션
시뮬레이션 게임은 아케이드 게임보다 더 현실적이며, 각 스포츠의 경쟁적인 시즌을 기반으로 게임을 시작하고 플레이하는 재미보다는 현실성에 더 중점을 둔다. 시뮬레이션 스타일은 더 느리고 일반적인 규칙에 더 정확한 반면, 아케이드 게임은 빠르고 모든 종류의 임시 규칙과 아이디어가 포함될 수 있으며, 특히 2000년대 이전에는 더욱 그랬다. EA 스포츠 FC, NHL, EA 스포츠 WRC, F1, MotoGP, PGA 투어, PGA 투어 2K, MLB 더 쇼, 매든 NFL, EA 스포츠 칼리지 풋볼, NBA 2K 시리즈가 그 예이다.

### 경영
스포츠 경영 게임은 플레이어를 팀 감독의 역할에 놓는다. 일부 게임은 다른 플레이어와 온라인으로 플레이되지만, 경영 게임은 보통 플레이어를 같은 스포츠 리그에 있는 AI 제어 팀과 대결시킨다. 플레이어는 전략, 전술, 이적 및 재정 문제를 처리해야 한다. 이러한 게임의 다양한 예는 스포츠 경영 카테고리에서 찾을 수 있다.

### 다중 스포츠
하이퍼 올림픽 (1983) 이래로 다양한 다중 스포츠 비디오 게임이 여러 스포츠를 하나의 게임으로 결합했다. Wii 스포츠와 닌텐도 스위치 스포츠는 최근의 예이다. 인기 있는 하위 장르는 올림픽 비디오 게임으로, 하이퍼 올림픽 및 기타 유사한 타이틀을 포함한다. 다중 스포츠 토너먼트가 컴퓨터 게임의 기반이 되고 있다.

## 역사

### 기원 (1958–1972)

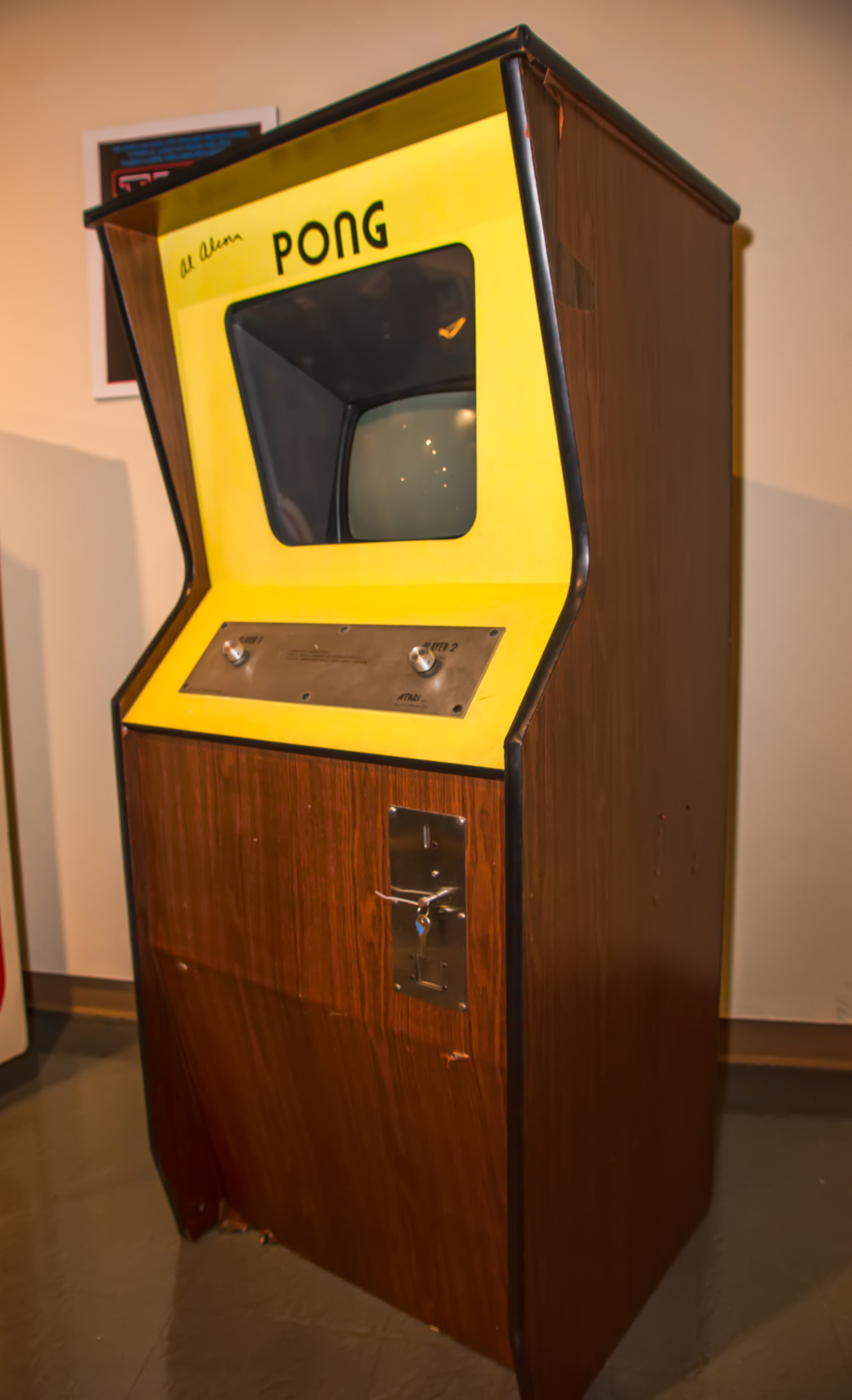
퐁 (1972) 아케이드 캐비넷

스포츠 비디오 게임은 1940년대부터 1970년대 사이에 전자오락실용으로 전기 및 기계 부품의 혼합을 사용하여 제조된 스포츠 전기-기계식 게임 (EM 게임)에서 유래한다. 예를 들어, 인터내셔널 뮤토스코프 릴 컴퍼니의 K.O. 챔프 (1955)와 같은 권투 게임, 밸리 매뉴팩처링의 밸리 볼러와 시카고 코인의 코르벳 (1966)과 같은 볼링 게임, 미드웨이 매뉴팩처링의 리틀 리그 (1966)와 시카고 코인의 올스타 베이스볼 (1968)과 같은 야구 게임, 타이토의 크라운 사커 스페셜 (1967)과 크라운 농구 (1968)와 같은 기타 단체 스포츠 게임, 세가의 모토폴로 (1968) 및 브런즈윅 빌리아즈의 에어 하키 (1972)와 같은 에어 하키 유형 게임이 있다.
가장 초기 스포츠 비디오 게임은 1958년으로 거슬러 올라가는데, 윌리엄 히긴보덤이 테니스 포 투라는 게임을 만들었다. 이 게임은 오실로스코프에서 플레이되는 경쟁적인 두 플레이어 테니스 게임이었다. 플레이어는 라켓을 놓을 각도를 선택하고 버튼을 눌러 공을 되받아쳤다. 이 게임은 매우 단순했지만, (이전의 퍼즐 게임이 아닌) 액션 게임이 컴퓨터에서 어떻게 플레이될 수 있는지를 보여주었다. 1970년대 후반 이전의 비디오 게임은 주로 대학 메인프레임 컴퓨터에서 학교 캠퍼스 내의 여러 단말기를 지원하는 시분할 시스템 하에 플레이되었다. 이 시대의 두 가지 주요 시스템은 디지털 이큅먼트 코퍼레이션의 PDP-10과 컨트롤 데이터 코퍼레이션의 플라토였다. 둘 다 원래 전신타자기와 라인 프린터에 인쇄되었지만 나중에는 단색 음극선관 화면에 인쇄되는 텍스트만 표시할 수 있었고 그래픽은 표시할 수 없었다.
랠프 베어는 1972년에 출시된 최초의 비디오 게임 콘솔인 마그나복스 오디세이를 위해 탁구를 개발했다. 콘솔에는 다른 스포츠 테마의 게임 카드가 있었지만, 보드 게임이나 카드 게임과 유사하게 플레이할 때 TV 오버레이를 사용해야 했다. 탁구는 오디세이 게임 중 유일하게 완전히 전자적이며 오버레이가 필요 없는 게임이었으며, 새로운 비디오 게임 매체의 잠재력을 보여주는 볼 앤 패들 게임 디자인을 선보였다. 이는 아타리 주식회사에서 아케이드 비디오 게임으로 출시된 최초의 상업적으로 성공한 비디오 게임인 퐁 (1972)의 기반을 제공했다.

### 볼 앤 패들 시대 (1973–1975)
1973년에는 퐁의 비디오 게임 클론 또는 변형인 수많은 볼 앤 패들 게임이 전자오락실용으로 출시되었다. 아타리 자체도 테니스 더블즈를 기반으로 한 4인 협동 멀티플레이어 변형인 퐁 더블즈 (1973)를 출시했다. 미국에서 1973년 가장 많이 팔린 아케이드 비디오 게임은 퐁이었고, 그 뒤를 이어 윌리엄스 일렉트로닉스의 프로 테니스, 미드웨이 매뉴팩처링의 위너, 얼라이드 레저 (이후 Centuri)의 슈퍼 사커와 테니스 토너먼트, 시카고 코인의 TV 테니스 등 여러 클론과 변형이 있었다.
일본에서는 타이토와 같은 아케이드 게임 제조사들이 처음에는 퐁이 더 복잡한 EM 게임에 비해 단순하다고 여겨 비디오 게임을 회피했지만, 세가가 일본에서 퐁을 성공적으로 시험 판매한 후, 세가와 타이토는 각각 1973년 7월에 클론인 퐁 트론과 엘레퐁을 출시했으며, 아타리 재팬 (이후 남코의 일부)이 1973년 11월에 퐁의 공식 일본 버전을 출시했다. 토모히로 니시카도의 4인 퐁 변형인 사커는 1973년 11월에 타이토에서 출시되었으며, 축구 경기장을 시뮬레이션하기 위해 녹색 배경과 각 측면에 골대가 있었다. 또 다른 타이토 변형인 프로 하키 (1973)는 화면 주변에 경계를 설정하고 골대에 작은 틈만 남겼다.
토모히로 니시카도는 단순한 직사각형을 넘어 캐릭터 그래픽으로 나아가기를 원했으며, 그 결과 농구 게임인 타이토의 TV 농구를 개발하여 1974년 4월에 출시했다. 이는 비디오 게임에서 인간 캐릭터를 나타내기 위해 스프라이트를 사용한 가장 초기의 사례이다. 게임 플레이는 이전의 볼 앤 패들 게임과 유사했지만, 플레이어와 골대를 위한 이미지를 표시했으며, 농구를 시뮬레이션하려고 시도했다. 각 플레이어는 포워드와 가드 두 명의 팀원을 제어한다. 공은 슛을 하기 전에 팀원들 사이에서 패스될 수 있으며, 공은 상대 팀의 골대에 들어가야 득점할 수 있다. 이 게임은 미드웨이에서 TV 농구로 북미에 출시되었으며, 미국에서 1,400대의 아케이드 캐비넷을 판매하여, 다음 해에 휠스를 출시하기 전까지 미드웨이의 생산 기록을 세웠다. 람텍은 이후 1974년 10월에 야구를 출시했으며, 마찬가지로 캐릭터 그래픽을 사용했다.
1975년, 닌텐도는 경마 시뮬레이션 게임인 EVR-Race를 출시했는데, 이는 최대 6명의 플레이어를 지원했다. 이는 비디오 게임과 전자 기계 게임의 혼합으로, 비디오 테이프의 비디오 푸티지를 재생했다.

### 쇠퇴 (1976–1982)
시장이 퐁 클론으로 넘쳐나자 1970년대 중반에 퐁 시장은 붕괴했다. 스포츠 비디오 게임은 1980년대까지 동일한 수준의 성공을 되찾지 못했다.
1976년, 세가는 격투 스포츠 게임인 헤비급 챔프를 출시했는데, 이는 권투를 기반으로 했으며 현재는 최초의 대전 격투 게임으로 간주된다.
1978년 3월, 세가는 월드컵을 출시했는데, 이는 축구 게임으로 트랙볼 컨트롤러를 사용했다. 1978년 10월, 아타리는 아타리 풋볼을 출시했는데, 이는 미식축구를 정확하게 모방한 최초의 비디오 게임으로 간주된다. 또한 트랙볼 사용을 대중화했으며, 게임 개발자들은 트랙볼을 사용한 이전 일본 축구 게임에서 영감을 받았다고 언급했다. 아타리 풋볼은 1979년 미국에서 타이토의 스페이스 인베이더 (1978)에 이어 두 번째로 높은 수익을 올린 아케이드 비디오 게임이었지만, 상위 10위권 내 스포츠 게임 중 유일했다.
1980년, 마텔의 농구는 인텔리비전용으로 NBA의 라이선스를 받은 최초의 농구 비디오 게임이었다. 가정용 컴퓨터에서는 마이크로소프트의 올림픽 데카슬론 (1980)이 게임과 시뮬레이션 요소를 혼합한 최초의 스포츠 관련 프로그램 중 하나였으며, 초기 올림픽 트랙 앤드 필드 게임의 예시였다. 최초의 스포츠 시뮬레이션 게임은 아마도 컴퓨터 베이스볼 또는 컴퓨터 쿼터백 둘 중 하나였을 것으로, 모두 1981년에 출시되었다. 최초의 축구 경영 시뮬레이션인 풋볼 매니저는 1982년에 ZX 스펙트럼 컴퓨터용으로 출시되었다.
1981년에서 1983년 사이에 아타리의 VCS (2600)와 마텔의 인텔리비전은 각 시스템을 홍보하는 일련의 고액 TV 광고 캠페인을 벌여 최초의 콘솔 전쟁의 시작을 알렸다. 아타리는 아케이드 게임에서 우위를 점했고 더 낮은 가격 덕분에 더 많은 고객 기반을 가졌으며, 인텔리비전은 시각적으로 우수한 스포츠 게임을 자랑했다. 스포츠 작가 조지 플림턴은 인텔리비전 광고에 출연했으며, 병렬 게임을 나란히 보여주었다. 아타리와 인텔리비전 모두 야구, 미식축구, 하키, 농구, 축구 각각에 대해 적어도 하나의 게임을 출시했다. 아타리의 스포츠 게임에는 액티비전 테니스 (1981)가 포함되었다.

### 재기 (1983–1985)
스포츠 비디오 게임은 1983년부터 부활을 경험했다. 아케이드 비디오 게임의 황금기가 끝나감에 따라, 아케이드 제조업체들은 아케이드 비디오 게임 산업을 활성화할 방법을 찾기 시작했고, 스포츠 게임으로 눈을 돌리기 시작했다. 아케이드 산업은 퐁과 그 클론 시대 이후로 볼 수 없었던 수준으로 스포츠 게임을 생산하기 시작했으며, 이는 1980년대 중반까지 아케이드 시장의 회복에 기여했다. 1983년에는 레이저 디스크 게임이 아케이드 산업을 부활시킬 것이라는 높은 기대가 있었지만, 실제로는 1983년 말까지 전자오락실 전시회에서 가장 호평을 받은 히트작은 레이저 디스크 게임이 아닌 스포츠 게임이었다.

#### 아케이드

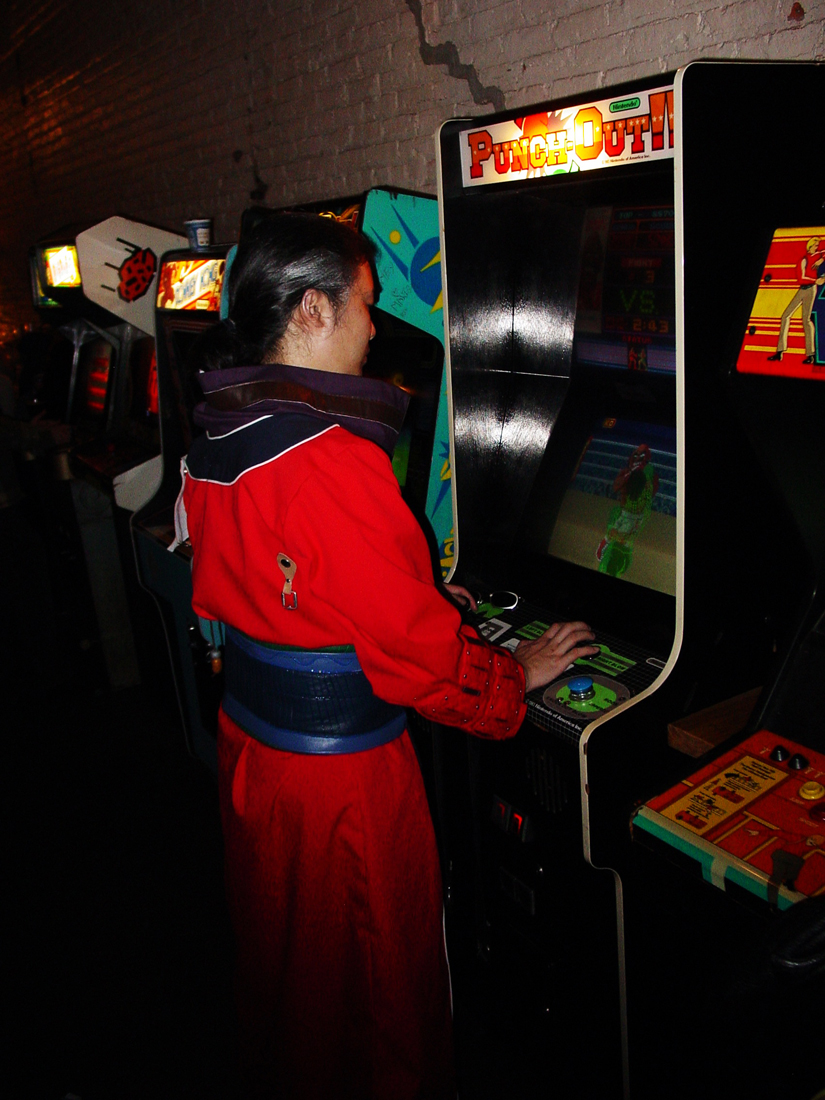
펀치 아웃 (1984) 아케이드 캐비넷

1983년 3월, 세가는 알파 덴시의 아케이드 게임 챔피언 베이스볼을 출시했는데, 이는 일본 전자오락실에서 대성공을 거두었다. 세가는 일본 전자오락실에 미친 영향을 스페이스 인베이더에 비유했다. 챔피언 베이스볼은 이전에 전자오락실을 지배했던 "우주 게임"과 "만화" 액션 게임과는 다른 장르였으며, 이후 야구 비디오 게임의 원형이 되었다. 이 게임은 스플릿 스크린 형식으로, 플레이 필드를 두 가지 카메라 앵글에서 보여주는데, 하나는 외야에서, 다른 하나는 투수와 타자의 클로즈업 샷이었다. 또한 플레이어는 구원 투수나 대타를 선택할 수 있었고, 심판은 경기를 주의 깊게 지켜보며 판정을 내렸다. 또한 심판의 음성과 개별 선수 통계가 포함되었다.
스포츠 게임은 코나미의 하이퍼 올림픽이 1983년 9월에 출시되면서 전 세계 전자오락실에서 더욱 인기를 얻었다. 이는 올림픽 테마의 육상 게임으로, 여러 올림픽 트랙 앤드 필드 종목(100미터 달리기, 멀리뛰기, 창던지기, 110미터 허들, 해머던지기, 높이뛰기 등)이 포함되었으며 최대 4명의 플레이어가 경쟁할 수 있었다. 이 게임은 횡스크롤 형식으로, 한 번에 하나 또는 두 개의 트랙을 보여주었고, 세계 기록과 현재 기록을 표시하는 큰 점수판, 그리고 배경에 가득 찬 관중을 묘사했다. 당시 레이저 디스크 게임에 대한 업계의 과대 광고에도 불구하고, 하이퍼 올림픽은 도쿄 오락 기계 쇼에서 그리고 미국 오락 및 음악 운영자 협회 (AMOA) 쇼에서 가장 호평을 받은 게임이 되었다. 이 게임은 일본에서 38,000대 이상의 아케이드 게임 장치가 판매되었으며, 미국에서는 1984년 상위 5대 최고 수익 아케이드 게임 중 하나가 되었고, 영국에서는 1984년 최고 수익 아케이드 게임이었다. 또한 1984년 100만 명 이상의 플레이어를 끌어모은 조직적인 비디오 게임 대회의 기반이 되었다. 하이퍼 올림픽의 성공은 다른 유사한 올림픽 비디오 게임을 낳았다.
하이퍼 올림픽 이후 수많은 스포츠 비디오 게임이 아케이드에 출시되었다. 여기에는 미식축구 게임인 아이렘의 10야드 파이트 (1983)와 스턴 일렉트로닉스의 골 투 고 (1984), 권투 비디오 게임인 닌텐도의 펀치 아웃! (1984), 무예 스포츠 대전 격투 게임인 테크노스 저팬의 가라테 챔프 (1984)가 포함된다. 또한 닌텐도 VS. 시스템 타이틀인 VS. 테니스와 VS. 베이스볼, 타이토의 골프 게임 버디 킹 II, 데이터 이스트의 태그 팀 레슬링도 있었다. 1983년의 10야드 파이트는 커리어 모드를 가지고 있었는데, 플레이어는 고등학교에서 대학교, 프로, 플레이오프, 그리고 슈퍼볼로 진행하면서 난이도가 단계별로 증가했다. 아이렘의 수상스키 게임 트로피컬 엔젤은 플레이어 캐릭터가 여성이었으며, 그래픽과 게임 플레이로 1983년 9월 AM 쇼 (하이퍼 올림픽과 함께)에서 가장 호평을 받은 두 게임 중 하나였다. 여성 플레이어 캐릭터가 등장하는 또 다른 스포츠 게임은 타이토의 조시 배구 (빅 스파이커스)였으며, 이는 1983년 12월 일본 테이블 아케이드 캐비넷 차트에서 1위를 차지했다. 카네코의 롤러 에이스는 3인칭 시점에서 플레이되는 롤러스케이팅 게임이었고, 테크노스 저팬은 레슬링 게임인 태그 팀 레슬링을 출시했다.
축구 게임 분야에서는 알파 덴시의 익사이팅 사커 (1983)가 음성과 하향식 오버헤드 시점을 특징으로 했는데, 이는 테크칸 월드컵 (1985)에서 테크칸 (이후 테크모)에 의해 대중화되었다. 테크칸 월드컵은 멀티플레이어 축구 게임으로 트랙볼 컨트롤러를 사용했으며, 버튼은 공을 차는 데 사용되었고 트랙볼은 슛의 방향과 속도에 사용되었으며, 게임 플레이는 상당히 현실적이었다. 이는 축구 게임의 획기적인 타이틀로, 트랙볼 제어 시스템, 플레이어가 경기장을 더 많이 볼 수 있게 하는 하향식 시점, 그리고 트랙볼 기반의 게임 물리학으로 혁명적이라는 평가를 받았다. 이는 마이크로프로즈 사커 (1988)와 센시블 사커 시리즈 (1992년 데뷔)와 같은 후기 축구 게임의 기반을 제공했다.
1984년에는 아케이드용으로 몇몇 스포츠 레이저 디스크 게임이 출시되었다. 유니버설의 탑 기어는 3D 애니메이션 레이스 자동차 운전을 보여주었고, 세가의 GP 월드와 타이토의 레이저 그랑프리는 라이브 액션 영상을 보여주었다. 세가는 또한 투우 게임인 불 파이트를 출시했고, 수영, 카약, 보트 경주를 포함한 다중 수상 스포츠 게임 워터 매치 (밸리 미드웨이 발행)를 출시했다. 타이토는 고등학교 트랙 앤 필드를 기반으로 한 여성 스포츠 게임인 운도카이를, 그리고 버기가 등장하는 흙길 경주 게임인 버기 챌린지를 출시했다. 같은 해에 출시된 다른 흙길 경주 게임으로는 흙 자전거 게임인 닌텐도의 익사이트바이크와 SNK의 모토크로스 게임인 점핑 크로스가 있었다. 닌텐도는 또한 4인용 라켓 스포츠 게임인 VS. 테니스 (테니스의 닌텐도 VS. 시스템 버전)를 출시했다.
같은 해에 아이스하키 게임도 출시되었다. 알파 덴시의 불 파이터와 데이터 이스트의 파이팅 아이스 하키였다. 데이터 이스트는 또한 잔디 스포츠 게임인 하로 게이트 볼을 출시했는데, 이는 크로케를 기반으로 했다. 한편, 니치부쓰는 롤러더비를 기반으로 한 게임인 롤러 재머를 출시했다. 또한 테크노스 저팬은 스모 레슬링을 기반으로 한 게임인 슈세 오즈모를, 그리고 최초의 무예 격투 스포츠 게임인 가라테 챔프를 출시했는데, 이는 가장 영향력 있는 대전 격투 게임 중 하나로 평가받는다. 1985년, 닌텐도는 팔씨름 게임인 암 레슬링을 출시했고, 코나미는 스포츠를 정확하게 반영하려 시도한 탁구 게임인 코나미 핑퐁을 출시했다.

#### 가정용

인텔리비전 월드 시리즈 베이스볼 (1983)의 게임 플레이 스크린샷

가정용 콘솔에서는 마텔이 돈 대글로와 에디 돔브로워가 디자인한 인텔리비전 월드 시리즈 베이스볼 (IWSB)을 1983년 후반에 출시했다. 이는 스포츠 중계와 유사하게 여러 카메라 앵글을 사용하여 동작을 보여주는 최초의 스포츠 비디오 게임으로 간주된다. 이전의 스포츠 게임들은 전체 필드를 화면에 표시하거나, 정적인 탑다운 필드를 스크롤하여 동작을 보여주었다. IWSB는 수정된 "중앙 필드" 카메라에서 타자를 보여주고, 주자를 코너 인셋에 표시하며, 타자 뒤의 카메라에서 수비 플레이를 보여줌으로써 TV 야구 중계를 모방했다. 또한 마텔 인텔리보이스 모듈을 사용하여 (텍스트가 아닌) 실제로 음성으로 말하는 디지털 음성을 특징으로 한 최초의 스포츠 비디오 게임 중 하나였다. 이 게임은 당시에는 정교했지만, 북미 가정용 비디오 게임 시장이 붕괴한 1983년 비디오 게임 위기 무렵에 출시되어 상업적으로 실패했다.
닌텐도는 패밀리컴퓨터 콘솔과 닌텐도 VS. 시스템 아케이드를 위해 베이스볼 (1983)과 테니스 (1984)를 시작으로 일련의 매우 성공적인 스포츠 게임을 출시했다. 이 게임들은 패밀리컴퓨터의 역사에서 중요한 역할을 했는데, 북미에서 처음에는 아케이드로, 그 다음에는 콘솔 출시와 함께 출시된 최초의 NES 게임이었다. 닌텐도의 아케이드 버전 VS. 베이스볼 (1984)은 아케이드에서 세가의 이전 히트작 챔피언 베이스볼과 경쟁했다.
가정용 컴퓨터에서는 하이퍼 올림픽이 오션 소프트웨어의 데일레이 톰슨의 데카슬론 (1984)과 같은 컴퓨터 플랫폼용 유사 히트 올림픽 게임을 낳았다. 일렉트로닉 아츠는 가정용 컴퓨터용 최초의 스포츠 게임인 농구 게임 닥터 J와 래리 버드가 원 온 원에 가다 (1983)를 제작했는데, 이는 유명 선수들의 이름과 모습을 기반으로 한 최초의 라이선스 스포츠 게임이었다. 유명 실제 선수들의 포함은 스포츠 게임의 가장 중요한 판매 포인트 중 하나가 되었다. 원 온 원은 일렉트로닉 아츠의 베스트셀러 게임이자 가장 많이 팔린 컴퓨터 스포츠 게임이 되었으며, 1988년 말까지 400,000만 장이 판매되었다.

### 추가 성장 (1986–1994)
1980년대 후반, 농구 비디오 게임은 전자오락실에서 인기를 얻었다. 코나미의 더블 드리블 (1986)은 화려한 그래픽, 5대5 게임 플레이, 덩크슛을 위한 컷어웨이 애니메이션, 그리고 미국의 국가 테마의 디지털화된 버전을 특징으로 했다. 이 게임은 출시 당시 가장 현실적인 농구 게임으로 평가받았으며, 빠른 액션, 상세한 선수, 넓은 횡스크롤 코트, 혁신적인 시네마틱 덩크, 그리고 상세한 음향 효과를 통해 스포츠 게임에서 프레젠테이션의 중요성이 점점 커지는 추세를 시작했다. 아카디아 시스템즈의 매직 존슨의 패스트 브레이크 (1988)는 상세한 캐릭터와 매직 존슨의 음성 클립을 포함했다. 1974년 타이토의 TV 농구 이후 16년 만에 농구 게임을 출시하지 않았던 미드웨이는 1989년에 아치 라이벌스를 출시했다. 이 게임은 2대2 게임으로, 독특한 외모를 가진 큰 선수, 농구장, 관중, 치어리더, 4쿼터, 상대를 거칠게 다룰 수 있는 능력, 그리고 백보드를 부술 수 있는 큰 덩크를 특징으로 했다. 코나미의 펑크 샷 (1990)은 폭력 요소가 있는 아케이드 농구 게임으로, 플레이어들이 서로 물리적으로 공격할 수 있었는데, CU 아미가 잡지는 이 게임을 영화 롤러볼 (1975)과 비교했다.
북미에서 패밀리컴퓨터 (NES)의 성공은 플랫폼이 미국 스포츠 비디오 게임의 주요 플랫폼이 되는 데 기여했다. 농구 게임에는 슛의 최적 발사를 나타내는 후광 메커니즘을 가진 더블 드리블의 이식작과 테크모 NBA 농구 (1992)가 포함되었다. 미식축구 비디오 게임에는 내셔널 풋볼 리그 선수 협회 라이선스를 가지고 NES로 이식된 테크모 볼 (1987)과 거의 모든 NFL 로스터를 포함한 시즌 모드를 도입한 테크모 슈퍼 볼 (1991)이 있었다. 테크모 슈퍼 볼은 역대 가장 위대한 그리고 가장 영향력 있는 게임 중 하나로 평가받는데, 리그와 선수 협회 라이선스를 모두 가진 최초의 주류 스포츠 비디오 게임이었기 때문이다. ESPN은 이를 역대 최고의 스포츠 비디오 게임으로 선정했다. 세가 또한 경쟁 콘솔인 세가 마스터 시스템용으로 미식축구 게임을 개발했는데, 1987년의 그레이트 풋볼과 1989년의 아메리칸 프로 풋볼 (월터 페이턴 풋볼)이 있었으며, 후자는 당시 비평가들로부터 매우 좋은 평가를 받았다.
1980년대 후반은 야구 비디오 게임의 "황금기"로 간주된다. 남코의 RBI 베이스볼 (1986)과 아틀러스의 메이저 리그 베이스볼 (1988)은 NES용으로 출시된 최초의 완전 라이선스 야구 비디오 게임이었다. SNK의 베이스볼 스타즈 (1989)는 인기 있는 아케이드 스타일의 NES 게임이었고, 자레코의 NES 타이틀 베이스 로드 (1987)는 통계가 포함된 시뮬레이션 게임이었다. 1988년, EA는 돈 대글로와 에디 돔브로워가 개발한 얼 위버 베이스볼을 출시했는데, 이는 처음으로 매우 정확한 시뮬레이션 게임과 고품질 그래픽을 결합한 게임이었다. 또한 이 게임은 실제 야구 감독이 컴퓨터 AI를 제공한 최초의 게임이었다. 1996년 컴퓨터 게이밍 월드는 EWB를 역대 최고의 게임 150개 중 25위로 선정했는데, 이는 1981년-1996년 기간 동안 스포츠 게임 중 두 번째로 높은 순위였다 (FPS 풋볼 다음).
1990년대는 16비트 시대로 시작되었는데, 더 복잡한 게임과 그래픽을 처리할 수 있는 4세대 비디오 게임 콘솔의 물결이 일었다. 특히 세가 제네시스/메가 드라이브는 스포츠 비디오 게임으로 명성을 얻었는데, 이는 NES보다 강력했으며 세가가 당시 닌텐도의 전형적인 젊은 대상층보다 나이가 많은 청중을 대상으로 했기 때문이다. 농구 비디오 게임에는 EA의 레이커스 대 셀틱스 및 NBA 플레이오프 (1991)가 포함되었는데, 이는 NBA 라이브 시리즈를 시작했다. 월드 시리즈 베이스볼 (1994)은 "캐처 캠" 시점을 도입하여 월드 시리즈 베이스볼 시리즈를 시작하고 세가 스포츠 라인의 첫 번째 게임이 되었다.
1989년, 일렉트로닉 아츠의 비디오 게임 프로듀서 리처드 힐맨은 GameStar의 스콧 오어를 고용하여 빠르게 성장하는 세가 제네시스용 존 매든 풋볼을 재설계했다. 1990년, 오어와 힐맨은 매든 풋볼을 출시했다. 이들은 직관적인 인터페이스와 반응형 컨트롤을 가진 일대일 두 플레이어 게임을 제작하는 데 중점을 두었다. 일렉트로닉 아츠는 약 75,000만 장을 판매할 것으로 예상했지만, 대신 약 400,000만 장을 판매했다.
1990년, 타이토는 풋볼 챔프를 출시했는데, 이는 축구 게임으로 최대 4명의 플레이어가 경쟁 및 협동 게임 플레이를 할 수 있었다. 또한 플레이어는 백 힐, 파워 킥, 하이킥, 슬라이딩 태클, 슈퍼 슛, 그리고 다른 플레이어에게 파울 (발로 차기, 주먹질, 셔츠 잡아당기기)을 저지를 수 있었으며, 심판이 보지 않으면 들키지 않거나, 심판이 보면 옐로 또는 레드 페널티 카드를 받을 수 있었다. 1991년, 미식축구 게임 테크모 슈퍼 볼은 에뮬레이트하는 스포츠의 리그와 선수 협회 라이선스를 모두 특징으로 한 최초의 주류 스포츠 게임이었다. 이전 타이틀은 둘 중 하나의 라이선스만 가지고 있었지만, 테크모 슈퍼 볼은 실제 NFL 선수를 실제 팀에서 특징으로 한 최초의 게임이었다.
오어는 세가 제네시스에서 매든의 성공 후 1991년에 EA에 전업으로 합류했으며, 매든 풋볼 시리즈의 제작을 직접 감독하는 10년 간의 경력을 시작했다. 이 기간 동안 EA는 자신들이 제작한 스포츠 게임을 위한 브랜드명인 EA 스포츠를 만들었다. EA 스포츠는 스포츠와 팀의 변화를 반영하여 매년 새로운 버전이 출시되는 여러 연속 시리즈를 만들었다.
세가는 메가 드라이브에서 자체적으로 경쟁하는 NFL 시리즈를 출시했다. 세가의 이전 1987년 마스터 시스템 타이틀인 그레이트 풋볼 (1987)의 게임 플레이는 EA가 개발하고 세가가 제네시스용으로 출시한 조 몬태나 풋볼 (1991)의 기반이 되었다. 세가는 EA의 개입 없이 자체 후속작인 조 몬태나 II: 스포츠 토크 풋볼 (1991)을 출시했는데, 이는 음성 해설이 포함된 최초의 미식축구 게임이 되었다. 세가가 NFL 라이선스를 획득한 후, 제목을 NFL 스포츠 토크 풋볼 스타링 조 몬태나로 단축했으며, 이는 나중에 세가의 NFL 시리즈로 알려지게 되었다. 매든과의 강력한 경쟁으로 인해 이 시리즈는 1997년에 취소되었다.
1990년대 초반에는 라이선스 농구 게임이 더욱 흔해지기 시작했다. 여기에는 세가의 팻 라일리 농구 (1990)와 아크메 인터랙티브의 데이비드 로빈슨의 슈프림 코트 (1992)가 세가 제네시스용으로, 허드슨 소프트의 빌 램비어의 컴뱃 농구 (1991)가 슈퍼 패미컴용으로 포함되었다. EA는 조던 vs. 버드: 원 온 원 (1988)에 이어 레이커스 대 셀틱스 및 NBA 플레이오프 (1989)를 출시했는데, 후자는 1991년 제네시스로 이식되어 하위 장르에 더 많은 시뮬레이션 요소를 추가했다. 전자오락실에서는 미드웨이가 아치 라이벌스에 이어 NBA 잼 (1993)을 출시했는데, 이 게임은 모탈 Kombat (1992)과 유사한 디지털화된 스프라이트를 도입하고 아치 라이벌스와 유사한 게임 플레이 공식을 결합했다. 출시 후 12개월 동안 NBA 잼은 10억 미국 달러 이상을 벌어들여 역대 최고 수익을 올린 아케이드 스포츠 게임이 되었다.
FIFA 인터내셔널 사커 (1993)는 EA의 FIFA 축구 비디오 게임 시리즈의 첫 번째 게임으로, 세가 메가 드라이브로 출시되어 영국에서 1993년 베스트셀러 가정용 비디오 게임이 되었다. 이전 축구 게임의 하향식 시점과 달리, FIFA는 이 장르에 아이소메트릭 시점을 도입했다. 인터내셔널 슈퍼스타 사커 (1994), 코나미의 인터내셔널 슈퍼스타 사커 (ISS) 시리즈의 첫 번째 게임은 SNES용으로 출시되었다. 이후 FIFA와 ISS 프랜차이즈 사이에 라이벌 관계가 형성되었다.

### 3D 폴리곤으로의 전환 (1994–1997)
1990년대에는 3D 그래픽이 스포츠 게임에 도입되었다. 평면 음영 폴리곤의 초기 사용은 1991년으로 거슬러 올라가며, 4D 스포츠 복싱 및 윈터 챌린지와 같은 가정용 컴퓨터 게임이 있었다. 그러나 1990년대 중반이 되어서야 3D 폴리곤이 스포츠 게임에서 대중화되었다.
세가의 아케이드 게임 버추어 스트라이커 (1994)는 3D 그래픽을 사용한 최초의 축구 게임이었고, 텍스처 매핑의 초기 사용으로도 주목할 만했다. 한편, 시에라 온라인은 1995년 PC용 미식축구 타이틀 프론트 페이지 스포츠 풋볼을 출시했다. 다음 해, 컴퓨터 게이밍 월드는 이 게임을 역대 최고의 게임 150개 중 12위로 선정했는데, 이는 목록에서 가장 높은 순위의 스포츠 게임이었다.
인터내셔널 슈퍼스타 사커 프로 (ISS Pro)는 1997년 플레이스테이션용으로 출시되었으며, 지난 몇 년간 가정용 시스템에서 라이벌 FIFA에 의해 크게 지배되었던 축구 게임에 있어 "게임 체인저"로 간주되었다. 코나미 도쿄가 개발한 ISS Pro는 경쟁작보다 더 나은 그래픽과 더 정교한 게임 플레이를 제공하는 새로운 3D 엔진을 도입했다. FIFA가 게임 플레이에 대한 더 단순한 "아케이드 스타일" 접근 방식을 가졌던 반면, ISS Pro는 9가지 게임 내 전략 옵션과 같은 전술적 다양성을 통해 전술과 즉흥성을 강조하는 더 복잡한 시뮬레이션 게임 플레이를 도입했다.
1997년, 일렉트로닉 게이밍 먼슬리는 스포츠 게임이 콘솔 소프트웨어 판매의 약 50%를 차지한다고 보도했다.

### 극한 스포츠의 주류 진입 (1996–2001)
20세기 말과 21세기 초에 극한 스포츠 비디오 게임이 더 자주 등장하기 시작했다.
남코의 알파인 레이서 (1994)는 스키 겨울 스포츠 시뮬레이터로, 1990년대 중반 전자오락실에서 큰 성공을 거두었다. 이는 1990년대 후반 세가, 남코, 코나미, 이노베이티브 컨셉츠와 같은 회사에서 그 성공을 기반으로 한 유사 스포츠 게임들의 물결로 이어졌다.
1996년에는 두 가지 스노보드 비디오 게임이 출시되었다. 남코의 알파인 서퍼는 전자오락실에서, UEP 시스템즈의 게임 쿨 보더스는 플레이스테이션 콘솔용으로 출시되었다. 다음 해, 스퀘어의 인기 있는 롤플레잉 비디오 게임인 파이널 판타지 VII에는 스노보드 미니게임이 포함되었는데, 이는 나중에 독립적인 스노보드 게임인 파이널 판타지 VII 스노보딩으로 모바일 폰용으로 출시되었다. 2000년에는 SSX가 출시되었다. 스노보드 크로스를 기반으로 한 이 게임은 빠르게 내리막길을 내려가며 다양한 물체를 피하고, 다른 물체를 사용하여 점프하고 플레이어의 속도를 높이는 것을 특징으로 했다.
1997년, 세가는 최초의 주류 스케이트보드 게임 중 하나인 탑 스케이터를 전자오락실에 출시했는데, 이는 스케이트보드 컨트롤러 인터페이스를 도입했다. 탑 스케이터는 후기 스케이트보드 게임의 기본 토대가 되었다. 다음 해에는 아틀리에 더블이 개발하고 일렉트로닉 아츠가 퍼블리싱한 콘솔 스케이트보드 게임 스트리트 스케이터가 출시되었다. 1999년에는 토니 호크 프로 스케이터에 의해 이 하위 장르가 더욱 대중화되었는데, 이 게임은 플레이어들이 정교한 트릭을 실행하거나 레벨 곳곳에 숨겨진 일련의 요소를 수집해야 하는 아케이드 스타일의 스케이트보드 게임이었다. 토니 호크 시리즈는 가장 인기 있는 스포츠 게임 프랜차이즈 중 하나가 되었다.

### 스포츠 게임의 대형 사업화 (2001–2005)
축구 게임은 2000년대에 더욱 인기를 얻었다. 코나미의 ISS 시리즈는 2000년대 초반 PES 시리즈를 낳았다. 이후 FIFA와 PES 사이에 스포츠 비디오 게임 역사상 "가장 큰 라이벌 관계"로 불리는 경쟁이 형성되었다. PES는 "빠른 전술 플레이"와 더 다양한 창발적 게임플레이로 알려졌고, FIFA는 더 많은 라이선스로 알려졌다. FIFA 시리즈는 2000년까지 1,600만 장 이상 판매되었고, PES 시리즈는 2002년까지 1,000만 장 이상 판매되었다. 두 프랜차이즈 간의 판매 격차는 2000년대 중반까지 좁혀졌다.
2004년 12월 13일, 일렉트로닉 아츠는 NFL을 시작으로 여러 주요 스포츠 조직에 대한 독점권을 부여하는 일련의 계약을 체결했다. 이어서 2008년 1월에는 AFL 및 ESPN 라이선스를 확보하는 두 건의 계약이 신속하게 체결되었다. 이는 EA의 NFL 계약으로 이미 영향을 받았던 ESPN 라이선스의 이전 소유자인 세가에게 특히 큰 타격이었다. 축구 브랜드 시장이 EA에 의해 빠르게 점유되자, 테이크투 인터랙티브는 메이저 리그 베이스볼 선수 협회에 연락하여 독점적인 서드 파티 메이저 리그 야구 권리를 부여하는 계약을 체결함으로써 대응했다. 이는 퍼스트 파티 프로젝트가 여전히 허용되었기 때문에 그렇게 제한적인 계약은 아니었다. NBA는 이후 여러 개발자로부터 접근을 받았지만, 독점 계약을 체결하는 것을 거부하고 대신 일렉트로닉 아츠, 테이크투 인터랙티브, 미드웨이 게임스, 소니, 아타리에 장기 라이선스를 부여했다. 2005년 4월, EA는 모든 NCAA 브랜드에 대한 권리를 확보하여 미식축구 라이선스에 대한 지배력을 더욱 강화했다.

### 모션 감지

#### 세가 액티베이터: IR 모션 감지 (1993–1994)
1993년, 세가는 제네시스 콘솔용으로 플레이어의 신체 움직임에 반응하도록 설계된 모션 감지 게임 컨트롤러인 세가 액티베이터를 출시했다. 액티베이터는 아사프 구르너가 발명한 MIDI 컨트롤러인 라이트 하프를 기반으로 했다. 그는 전신 동작을 사용하여 악기를 연주하는 경험을 만들기 위해 학제간 개념을 연구한 이스라엘 음악가이자 쿵푸 무술가였다. 1993년에 메가 드라이브 (제네시스)용으로 출시되었다. 플레이어의 물리적 움직임을 읽을 수 있었고, 전신 모션 감지를 허용하는 최초의 컨트롤러였다. 원래 발명은 MIDI 프로토콜을 통해 사용자의 제스처를 음표로 해석할 수 있는 3옥타브 악기에 관한 것이었다. 이 발명은 4년간의 R&D 끝에 1988년 5월 11일 이스라엘에서 처음으로 특허 등록되었다. 1992년, 아사프 구르너와 오데드 주르가 최초의 완전한 라이트 하프를 만들었으며, 세가 오브 아메리카에 제출되었다.
라이트 하프와 마찬가지로 액티베이터는 바닥에 놓이는 팔각형 프레임이다. 프레임의 LED는 얇고 보이지 않는 적외선 빔을 수직으로 투사한다. 플레이어의 팔이나 다리와 같은 것이 빔을 방해하면, 장치는 방해가 발생한 거리를 읽고, 신호를 명령어로 해석한다. 장치는 여러 빔의 신호(예: 화음)를 동시에 distinct command로 해석할 수도 있다.
세가는 자체 게임 출시를 위해 특별한 액티베이터 동작을 설계했다. 게임에 특화된 동작 신호를 맞춤으로써, 세가는 더 직관적인 게임 경험을 제공하려 노력했다. 예를 들어, 플레이어는 링의 위대한 헤비급 선수 또는 이터널 챔피언에서 펀치를 흉내 내며 경쟁할 수 있었다.
이러한 노력에도 불구하고, 액티베이터는 상업적으로 실패했다. 1989년의 파워 글러브와 마찬가지로, "다루기 힘들고 부정확하다"는 이유로 널리 외면받았다.

#### Wii 리모컨: 가속도계를 사용한 IR 모션 감지 (2006–2009)
2006년, 닌텐도는 Wii 콘솔용 스포츠 게임인 Wii 스포츠를 출시했는데, 이 게임에서 플레이어는 자신의 Wii 리모컨을 물리적으로 움직여 자신의 아바타인 Mii를 움직여야 했다. 이 게임에는 권투, 볼링, 골프, 테니스, 야구 등 5가지 스포츠가 포함되어 있었는데, 이들은 모두 개별적으로 또는 여러 플레이어와 함께 플레이할 수 있었다. 플레이어는 또한 게임을 통해 기술 진행 상황을 추적할 수 있었고, 다양한 스포츠에 능숙해짐에 따라 훈련 모드를 사용하여 특정 상황을 연습할 수 있었다. 2013년 현재, Wii 스포츠는 역대 두 번째로 많이 팔린 비디오 게임이 되었다.
Wii와 번들로 제공된 Wii 스포츠의 인기는 스윙 골프 팡야와 위 러브 골프! (골프), 락스타 게임즈 프레젠트 테이블 테니스 (탁구), MLB 파워 프로즈 (야구), 그리고 그랜드 슬램 테니스 및 버추어 테니스 2009 (둘 다 Wii 모션플러스 리모컨을 활용)와 같은 타사 개발사의 물리적 반응형 스포츠 기반 비디오 게임의 길을 열었다. 닌텐도 자체도 마리오와 소닉 베이징 올림픽과 같은 추가 모션 기반 게임을 추진했는데, 이 게임에서 플레이어는 Wii 리모컨을 사용하여 달리기, 점프 및 기타 올림픽 스포츠를 시뮬레이션했다. 2008년, 닌텐도는 플레이어가 Wii 밸런스 보드를 사용하여 에어로빅 및 피트니스 운동을 할 수 있게 해주는 Wii 피트를 출시했다. 타사 개발자들도 스키 게임인 위 스키와 같이 보드를 사용하는 게임을 설계했다. 비슷한 맥락으로, 2008년에는 마리오 카트 Wii가 출시되었는데, 이 경주 게임은 플레이어가 Wii 핸들이 있는 리모컨을 사용하여 전통적인 아케이드 경주 게임의 핸들처럼 조작할 수 있게 해 주었다.

### 오늘날의 스포츠 게임 (2010–현재)

FIFA 비디오 게임의 로고

유럽에서 가장 인기 있는 하위 장르는 축구 게임으로, 2010년까지는 EA 스포츠의 FIFA 시리즈와 코나미의 PES 시리즈가 지배적이었다. FIFA가 상업적으로 앞섰지만, 두 프랜차이즈 간의 판매 격차는 좁혀졌다. FIFA는 PES의 게임 플레이 요소를 빌려 FIFA를 개선했고, 이는 결국 2010년대에 상당한 차이로 상업적으로 앞서나가며 세계에서 가장 성공적인 스포츠 비디오 게임 프랜차이즈로 부상했다.
북미에서는 현재 스포츠 장르가 EA 스포츠와 2K 스포츠에 의해 지배되고 있으며, 이들은 공식 리그를 기반으로 한 게임을 제작할 수 있는 라이선스를 보유하고 있다. EA의 프랜차이즈에는 매든 NFL 시리즈, NHL 시리즈, PGA 투어 시리즈, UFC 시리즈, F1 시리즈, EA 스포츠 FC 시리즈, 그리고 NBA 라이브 시리즈가 포함된다. 2K 스포츠의 프랜차이즈에는 NBA 2K, PGA 투어 2K, WWE 2K 시리즈가 포함된다. 2K는 최근 TopSpin 2K25를 출시했다. 이 모든 게임은 실제 리그, 대회 및 선수를 특징으로 한다. 이 게임들은 출시된 지 10년이 넘었음에도 불구하고 현재까지도 잘 팔리고 있으며, 대부분 꾸준히 좋은 평가를 받고 있다.
2K와 EA 스포츠의 지배력과 많은 스포츠 리그가 독점권을 가지고 있기 때문에, 북미 스포츠 비디오 게임 시장은 진입하기 매우 어려워졌다. 위에서 언급된 장르 중 경주 게임을 제외한 다른 장르의 경쟁 게임은 성공하기 어려운 경향이 있다. 이는 최근 몇 년간 특히 아케이드 게임에서 스포츠 테마 타이틀의 급격한 감소로 이어졌다. 가장 주목할 만한 예외 중 하나는 코나미의 PES 시리즈인데, 이는 종종 FIFA 시리즈의 대안으로 칭송받지만, FIFA만큼 많은 라이선스 팀, 선수, 유니폼 또는 대회를 포함하지 않는다. 또 다른 특이점은 소니의 MLB 더 쇼 시리즈인데, MLB 2K13 이후 2K가 철수하면서 이제 야구 장르에서 독점을 누리고 있다. 경주 게임은 트랙, 자동차, 스타일에 있어 스포츠가 제공할 수 있는 다양성 덕분에 경쟁의 여지가 더 많으며, 제공되는 게임의 선택 폭이 상당히 넓었다 (예: F1 및 월드 랠리 챔피언십 및 많은 비라이선스 게임). 스포츠 경영 게임은 예전만큼 인기가 없지만, 소규모 독립 소프트웨어 개발사를 통해 명맥을 이어가고 있다. 오늘날의 경영 타이틀은 야후와 같은 많은 웹사이트를 통해 이용 가능한 매우 인기 있는 판타지 스포츠 리그로 전환되었다. 독립 개발사들도 슈퍼 메가 베이스볼, 더 골프 클럽, 프리스타일2: 스트리트 농구와 같은 스포츠 타이틀을 제작하고 있다.
닌텐도는 마리오 테마의 여러 타이틀, 예를 들어 마리오 스포츠 믹스, 마리오 골프 슈퍼 러시, 마리오 스포츠 슈퍼스타즈, 마리오 테니스 에이스, 마리오 스트라이커즈 배틀 리그 등을 제작하여 스포츠 시장에 영향을 미 미칠 수 있었다. 이 타이틀들은 나름대로 잘 팔리지만, 닌텐도 게임큐브, 닌텐도 64, 닌텐도 3DS, Wii, Wii U, 닌텐도 스위치와 같은 닌텐도의 비디오 게임 콘솔에서만 플레이할 수 있다.